# 霍爾海崖
77°33′16″S 161°23′30″E / 77.55444°S 161.39167°E
霍爾海崖（英語：Hall Bluff），是南極洲的海崖，位於維多利亞地，海拔高度750米，在1997年以緬因大學的地質科學的研究助理命名，現時由南極條約體系管理。